# Hydrovatus flebilis
Hydrovatus flebilis är en skalbaggsart som beskrevs av Guignot 1945. Hydrovatus flebilis ingår i släktet Hydrovatus och familjen dykare. Inga underarter finns listade i Catalogue of Life.